# Plérin
Ne doit pas être confondu avec la commune morbihanaise de Ploeren qui se prononce de la même façon.
Plérin [pleʁɛ̃], également nommée Plérin-sur-Mer localement, est une commune française située près de Saint-Brieuc dans le département des Côtes-d'Armor, en région Bretagne.

## Géographie

### Géographie physique
Le centre de Plérin est situé sur un plateau d'une centaine de mètres d'altitude. La côte est constituée de falaises (pointe du Roselier, altitude 68 m), de plages (les Rosaires, Tournemine, les Nouelles) ou de zones portuaires (le Légué, Sous-la-Tour).
Au sud, la commune est séparée de Saint-Brieuc par la vallée du Gouët et le port du Légué.
| - Carte topographique de la commune de Plérin. |

### Communes limitrophes
| Pordic   | La Manche    | La Manche    |
| Pordic   | Plérin       | La Manche    |
| Trémuson | Saint-Brieuc | Saint-Brieuc |

### Hydrographie
Pour un article plus général, voir Réseau hydrographique des Côtes-d'Armor.
La commune est située dans le bassin Loire-Bretagne. Elle est drainée par le Gouët, le Prafond de Gouët et un autre petit cours d'eau,.
Le Gouët, d'une longueur de 47 km, prend sa source dans la commune du Haut-Corlay et se jette  dans la baie de Saint-Brieuc sur la commune et de Saint-Brieuc, après avoir traversé 16 communes. 

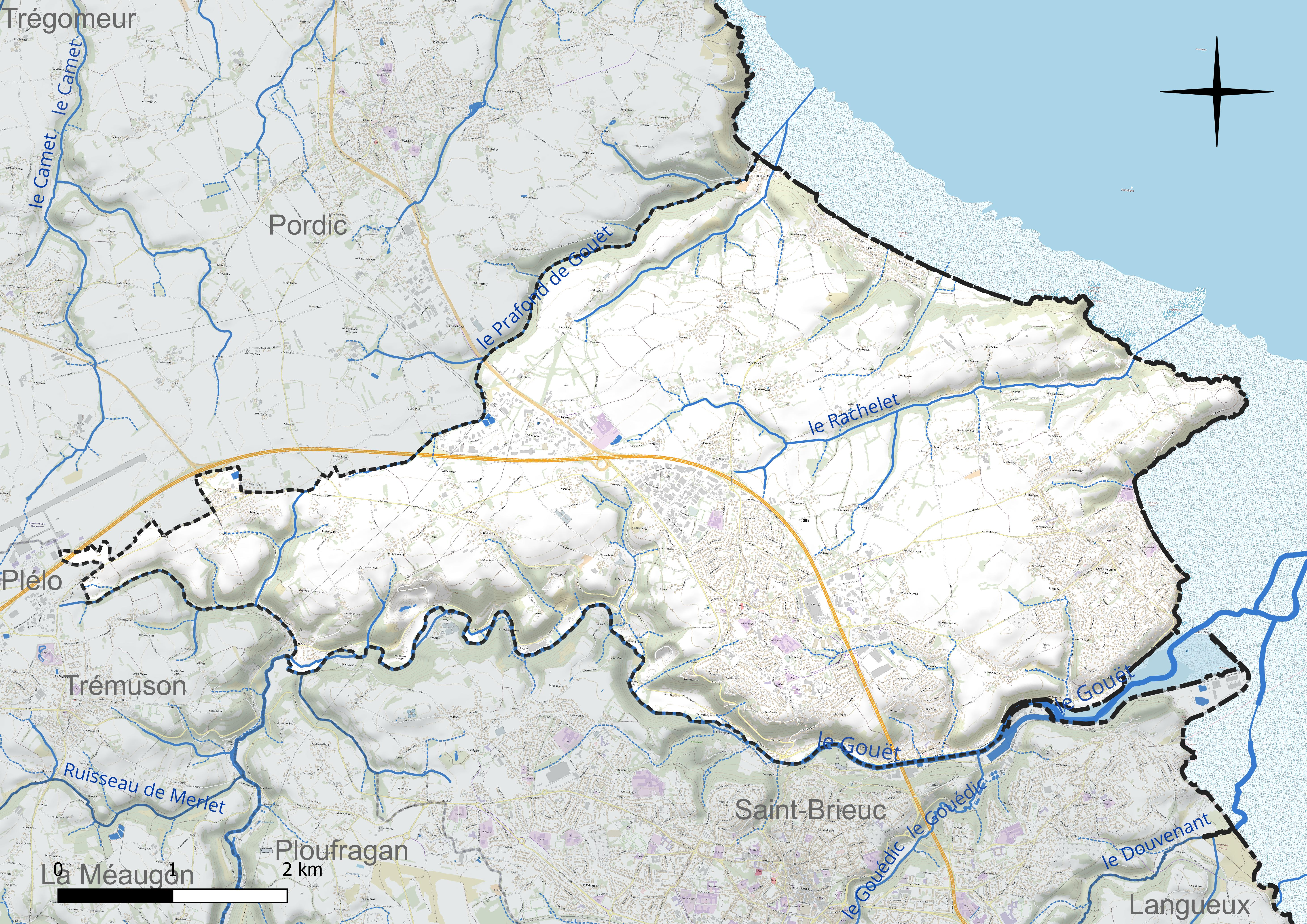
Réseau hydrographique de Plérin.

### Climat
Pour des articles plus généraux, voir Climat de la Bretagne et Climat des Côtes-d'Armor.
En 2010, le climat de la commune est de type climat océanique franc, selon une étude du Centre national de la recherche scientifique s'appuyant sur une série de données couvrant la période 1971-2000. En 2020, Météo-France publie une typologie des climats de la France métropolitaine dans laquelle la commune est exposée à un climat océanique et est dans la région climatique Finistère nord, caractérisée par une pluviométrie élevée, des températures douces en hiver (6 °C), fraîches en été et des vents forts. Parallèlement l'observatoire de l'environnement en Bretagne publie en 2020 un zonage climatique de la région Bretagne, s'appuyant sur des données de Météo-France de 2009. La commune est, selon ce zonage, dans la zone « Littoral », exposée à un climat venté, avec des étés frais mais doux en hiver et des pluies moyennes.
Pour la période 1971-2000, la température annuelle moyenne est de 10,9 °C, avec  une amplitude thermique annuelle de 11 °C. Le cumul annuel moyen de précipitations est de 732 mm, avec 12,5 jours de précipitations en janvier et 6,4 jours en juillet. Pour la période 1991-2020, la température moyenne annuelle observée sur la station météorologique la plus proche, située sur la commune de Trémuson à six km à vol d'oiseau, est de 11,4 °C et le cumul annuel moyen de précipitations est de 757,3 mm,. Pour l'avenir, les paramètres climatiques de la commune estimés pour 2050 selon différents scénarios d'émission de gaz à effet de serre sont consultables sur un site dédié publié par Météo-France en novembre 2022.

## Urbanisme

### Typologie
Au 1er janvier 2024, Plérin est catégorisée ceinture urbaine, selon la nouvelle grille communale de densité à 7 niveaux définie par l'Insee en 2022.
Elle appartient à l'unité urbaine de Saint-Brieuc, une agglomération intra-départementale dont elle est une commune de la banlieue,. Par ailleurs la commune fait partie de l'aire d'attraction de Saint-Brieuc, dont elle est une commune de la couronne,. Cette aire, qui regroupe 51 communes, est catégorisée dans les aires de 200 000 à moins de 700 000 habitants,.
La commune, bordée par la Manche, est également une commune littorale au sens de la loi du 3 janvier 1986, dite loi littoral. Des dispositions spécifiques d’urbanisme s’y appliquent dès lors afin de préserver les espaces naturels, les sites, les paysages et l’équilibre écologique du littoral, tel le principe d'inconstructibilité, en dehors des espaces urbanisés, sur la bande littorale des 100 mètres, ou plus si le plan local d’urbanisme le prévoit.

### Occupation des sols
Le tableau ci-dessous présente l'occupation des sols de la commune en 2018, telle qu'elle ressort de la base de données européenne d’occupation biophysique des sols Corine Land Cover (CLC).
| Type d’occupation                                              | Pourcentage | Superficie (en hectares) |
| -------------------------------------------------------------- | ----------- | ------------------------ |
| Tissu urbain discontinu                                        | 21,7 %      | 601                      |
| Zones industrielles ou commerciales et installations publiques | 6,7 %       | 185                      |
| Zones portuaires                                               | 1,2 %       | 34                       |
| Équipements sportifs et de loisirs                             | 1,3 %       | 35                       |
| Terres arables hors périmètres d'irrigation                    | 31,4 %      | 870                      |
| Systèmes culturaux et parcellaires complexes                   | 19,7 %      | 546                      |
| Forêts de feuillus                                             | 8,9 %       | 246                      |
| Forêts mélangées                                               | 1,0 %       | 27                       |
| Landes et broussailles                                         | 6,6 %       | 182                      |
| Forêts et végétation arbustive en mutation                     | 1,0 %       | 28                       |
| Plages, dunes et sable                                         | 0,2 %       | 6                        |
| Zones intertidales                                             | 0,5 %       | 14                       |
| Source : Corine Land Cover                                     |             |                          |

### Morphologie urbaine
La commune s'étend sur dix kilomètres d'est en ouest, de la pointe du Roselier aux abords de l'aéroport de Saint-Brieuc et sur cinq kilomètres du nord au sud, de Tournemine au port du Légué.

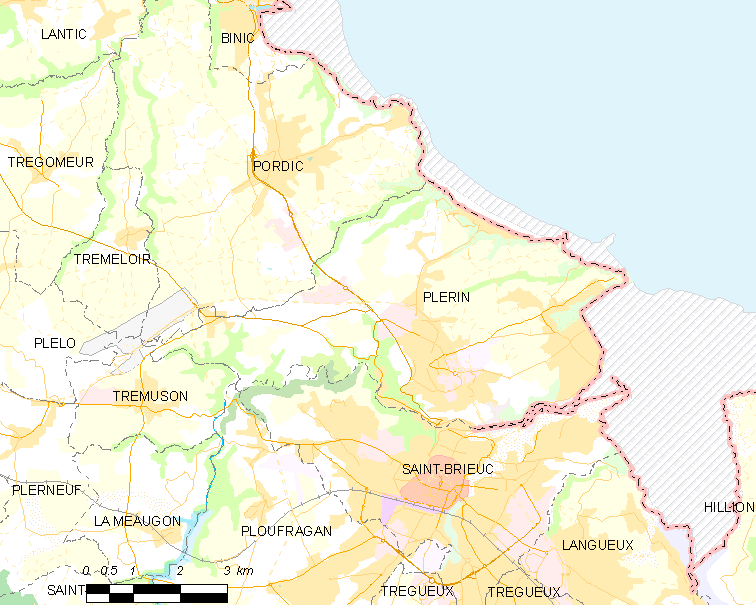
Carte de la commune

Plérin a pour particularité de comprendre plusieurs zones urbanisées disjointes, les plus importantes pouvant être considérées comme des quartiers à part entière.
On trouve ainsi :
- Le centre-ville dans la partie centrale sud de la commune, est bordé par la route nationale 12 et comprend plusieurs zones commerciales et zones d'activités en bordure de cette même route.
- Saint-Laurent est le quartier situé à l'est, et fait face à la mer.
- Le Légué est le quartier portuaire, au sud de la ville. Partagé avec Saint-Brieuc, il se situe à l'embouchure du Gouët.
- Le reste de la commune est ponctué de nombreux lieux-dits, parmi les plus importants : le Sépulcre, les Rosaires, Saint-Eloy, Tournemine, etc.

## Toponymie
Le nom de la localité est attesté sous les formes Plerin en 1225, Parrochia de Plerin en 1254, Ecclesia de Plerin vers 1330, Ploerin en 1636.
Le nom Plérin est d’origine bretonne et est composé de deux éléments. Le premier Ple- est une forme évoluée du vieux-breton Plou (paroisse), initialement d'origine latine Plebs. Le second élément correspond au nom d'homme Erin ou Eren, que l'on retrouve également dans le nom des communes de Plourin et Plourin-lès-Morlaix, dans le Finistère.
Pour des raisons touristiques, la mairie utilise souvent aujourd'hui le nom de Plérin-sur-Mer, non reconnu administrativement.
Il existe une commune limitrophe de Vannes, dont le nom se prononce de la même manière en français (Ploeren).

## Histoire

### Préhistoire et Antiquité
Le site est fréquenté depuis le Néolithique, un bâtiment gallo-romain fut exhumé près du centre Hélio-marin, il y eut une forte présence romaine dans le secteur de Saint-Brieuc, en effet, dès 1852, des archéologues découvrent une villa romaine sous deux maisons édifiées près de la plage. La ville était reliée à une voie romaine qui allait jusqu'à Gouarec. Les élites gauloises, puis citoyens romains, de la ville ont construit des lieux de villégiatures dotées d'un espace balnéaire privé, ils étaient près de la capitale qui était Corseul. Sous le mur du centre Hélio-Marin, les ruines sont celles d'un bâtiment annexe à une villa ; une grange, ou une écurie, un lieu de stockage des ressources maritimes. Ce bâtiment fut construit entre le Ier et le IIIe siècle.
En 1989, a été repérée par un archéologue à partir une vue aérienne, un pêcherie située sur la plage de Tournemine au niveau de la pointe de Béchue au pied de la falaise, ainsi qu'une seconde à la pointe à Mottais au niveau du rocher Hervian. Elles ne sont pas datées, mais pourraient être très anciennes et remonter à l'Antiquité. La première a la forme d'un cercle ovalisé, avec une ouverture au sud. Elle est de dimensions modestes, environ cinq mètres de diamètre.

### Temps modernes
Un aveu de 1690 indique qu'à Plérin se trouvait une « caquinerie », un hôpital où l'on traitait la lèpre.

### XXesiècle

#### Guerres duXXesiècle
Le monument aux morts porte les noms de 238 soldats morts pour la patrie :
- 188 sont morts durant la Première Guerre mondiale.
- 48 sont morts durant la Seconde Guerre mondiale.
- 2 sont morts durant la guerre d'Indochine.

Pendant la débâcle de 1940, le dernier gouvernement de la Troisième République aurait fait halte à l'hôtel Rosaria, situé à la plage des Rosaires, avant de rejoindre la ville de Bordeaux.
Le 18 juin 1940, la Wehrmacht (armée allemande du Troisième Reich) entre dans la ville de Rennes, puis le 19 juin c'est au tour de Saint-Brieuc. La commune de Plérin est probablement occupée le même jour.

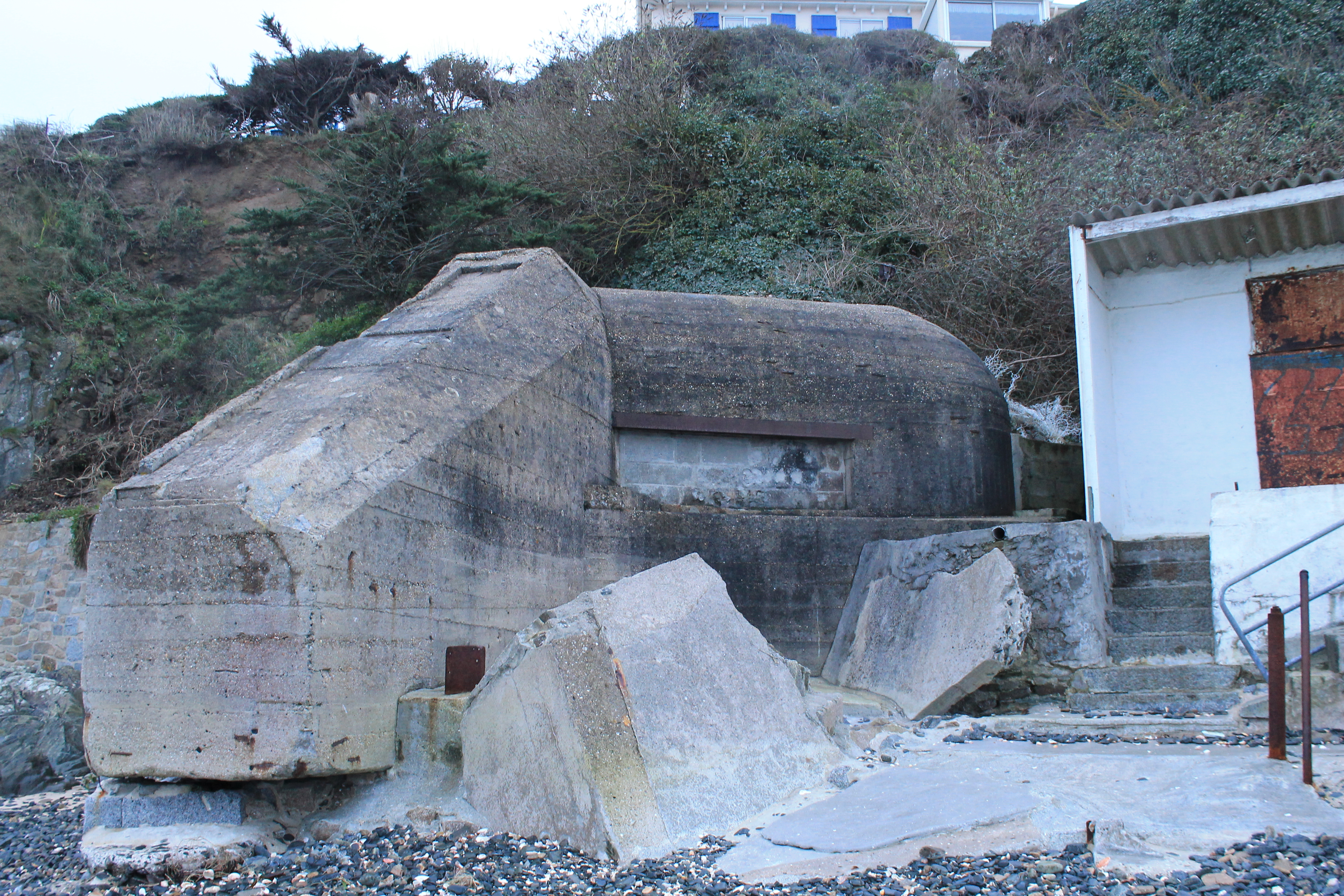
Casemate type Regelbau 667 de la position Wn Po 07.

Durant la Seconde Guerre mondiale, les Allemands construisent, quelque temps après leur arrivée dans la commune au début de septembre 1940, des ouvrages militaires sur la côte qu'ils nomment sur quatre positions, faisant partie du mur de l'Atlantique. Les quatre points de fortifications sont l'entrée du port du Légué et la pointe de Châtel Renault (Wn Po 06 et Po 07), la pointe du Roselier (Wn Po 08) et la plage des Rosaires (Wn Po 09). Wn est l'abréviation de Widerstandsnest (nid de résistance), Po pour le secteur de Pontrieux et les chiffres pour le numéro du secteur ; ils sont donc à suivre d'est à l'ouest. La plupart de ces infrastructures sont toujours présentes.
Le 20 janvier 1943, l'avion allié Mosquito FB.IV DZ466 a atterri en catastrophe sur la plage de Rosaires. Après avoir décollé de Benson et avoir effectué sa mission de photographie aérienne de Vienne et Linz, il a été contraint de se poser sur la plage sur le trajet de son retour. Durant l'atterrissage, les hélices furent endommagées et pliées. Les deux hommes à bord sont faits prisonniers et l'avion a été récupéré et convoyé au 2./Versuchsverband Ob.d.L. (Oberbefehlshaber der Luftwaffe), escadrille surnommée le cirque Rosarius,  une unité spéciale de la Luftwaffe chargée de tester les avions ennemis capturés. L'avion à ensuite été repeint au couleurs du Troisième Reich mais n'aurait jamais revolé,.
Le dimanche 23 janvier 1944, le général Erwin Rommel vient inspecter les fortifications de Roscoff jusqu'à la plage de Rosaires. Il passera sa fin de journée et la nuit à Guingamp,. Le mercredi 17 mai 1944, il vient contrôler les ouvrages défensifs de la baie de Saint-Brieuc, dont également ceux de Plérin. Selon une autre source, Rommel serait ce jour-là dans le secteur de Pléneuf-Val-André.
Les plages des Nouëlles, de Saint-Laurent, des Rosaires et de Tournemine étaient recouvertes de nussknackers et d'autres éléments anti-débarquement tels que des pieux en bois, des hérissons tchèques, des fils de fer barbelés et probablement des emplacements avec mitrailleuses (modèles MG 34 ou MG 42). Le bois provenait de la forêt de Lorge qui était ensuite acheminé par l'entreprise Laminoir et Trefileries de Paris (LTP) qui était chargée par l'Organisation Todt d'effectuer ces travaux de défense. L'entreprise réquisitionna l'hôtel Printania, situé 3 rue du Phare à Plérin, aujourd'hui transformé en appartements. L'Unteroffizier Heintz s'installa en mai 1941 dans une villa juste au-dessus de la casemate de la plage des Nouëlles, aujourd'hui détruite et remplacée par une autre maison.

## Politique et administration

### Jumelages
- Herzogenrath (Allemagne)
- Cookstown (Royaume-Uni)
- Wronki (Pologne)

Échanges scolaires, sportifs, culturels et économiques.

## Langue bretonne
À la rentrée 2019, 46 élèves étaient scolarisés en filière bilingue publique.
L’adhésion à la charte Ya d’ar brezhoneg a été votée par le conseil municipal le 18 décembre 2017.

## Langue chinoise
Depuis la rentrée 2017, le collège Jules-Lequier propose aux 5e l'apprentissage de la langue chinoise. Ce nouvel apprentissage a été rendu possible par la coopération du collège avec les professeurs de chinois du collège Anatole-Le Braz et du lycée Ernest-Renan de Saint-Brieuc. Les élèves qui continuent d'apprendre cette langue au lycée peuvent alors avoir la chance d'aller en voyage scolaire en Chine.

## Démographie
Ses habitants sont appelés les Plérinais et les Plérinaises.
L'évolution du nombre d'habitants est connue à travers les recensements de la population effectués dans la commune depuis 1793. Pour les communes de plus de 10 000 habitants les recensements ont lieu chaque année à la suite d'une enquête par sondage auprès d'un échantillon d'adresses représentant 8 % de leurs logements, contrairement aux autres communes qui ont un recensement réel tous les cinq ans,.

En 2022, la commune comptait 14 527 habitants, en évolution de +5,09 % par rapport à 2016 (Côtes-d'Armor : +1,78 %, France hors Mayotte : +2,11 %).
| 1793  | 1800  | 1806  | 1821  | 1831  | 1836  | 1841  | 1846  | 1851  |
| ----- | ----- | ----- | ----- | ----- | ----- | ----- | ----- | ----- |
| 3 818 | 3 228 | 3 609 | 3 884 | 4 896 | 4 875 | 4 887 | 4 939 | 5 661 |

| 1856  | 1861  | 1866  | 1872  | 1876  | 1881  | 1886  | 1891  | 1896  |
| ----- | ----- | ----- | ----- | ----- | ----- | ----- | ----- | ----- |
| 5 817 | 5 962 | 6 178 | 6 160 | 5 664 | 5 809 | 5 466 | 5 346 | 5 086 |

| 1901  | 1906  | 1911  | 1921  | 1926  | 1931  | 1936  | 1946  | 1954  |
| ----- | ----- | ----- | ----- | ----- | ----- | ----- | ----- | ----- |
| 5 186 | 5 304 | 5 397 | 4 977 | 5 206 | 5 238 | 5 288 | 6 370 | 6 779 |

| 1962  | 1968  | 1975  | 1982   | 1990   | 1999   | 2006   | 2011   | 2016   |
| ----- | ----- | ----- | ------ | ------ | ------ | ------ | ------ | ------ |
| 7 623 | 8 780 | 9 757 | 10 559 | 12 108 | 12 512 | 13 402 | 14 020 | 13 824 |

| 2021   | 2022   | - | - | - | - | - | - | - |
| ------ | ------ | - | - | - | - | - | - | - |
| 14 704 | 14 527 | - | - | - | - | - | - | - |

## Économie

### Activités économiques
Le Marché du Porc Breton, qui se situe à Plérin, définit le cours du porc et sert de référence nationale,.
Le centre d'affaires « Eleusis » constitué de 3 immeubles de bureaux et d'un restaurant situé en bordure de la RN 12 (4 voies) regroupe 43 entreprises. Début 2016, le centre d'affaires s'est vu agrandi avec l'arrivée d'une clinique privée de l'autre côté de la D 786.
La commune est le point d'arrivée du Segment FLAG Atlantic 1 (FA-1) du câble sous-marin Fiber-Optic Link Around the Globe. À ce titre, le site est considéré comme d'importance stratégique et vital pour les États-Unis selon un document secret émanant des révélations de télégrammes de la diplomatie américaine par WikiLeaks.

### Transports
Plérin est reliée au reste de l'agglomération du lundi au samedi grâce aux lignes C, D, 10, 40 et la ligne estivale R qui est, elle, disponible le dimanche. En soirée la commune est desservie par la ligne N3 uniquement (équivalente à la ligne C). Toutes ces lignes sont gérées par la société des Transports urbains briochins (TUB).
Les ProxiTub, un service de transport pour les zones non desservies par les bus, et les MobiTub, transports majoritairement adaptés pour les personnes à mobilité réduite sont également présents dans la commune.
Plérin est aussi desservie par la ligne 1 du réseau BreizhGo qui permet un transport dans toute la région Bretagne.

## Culture locale et patrimoine

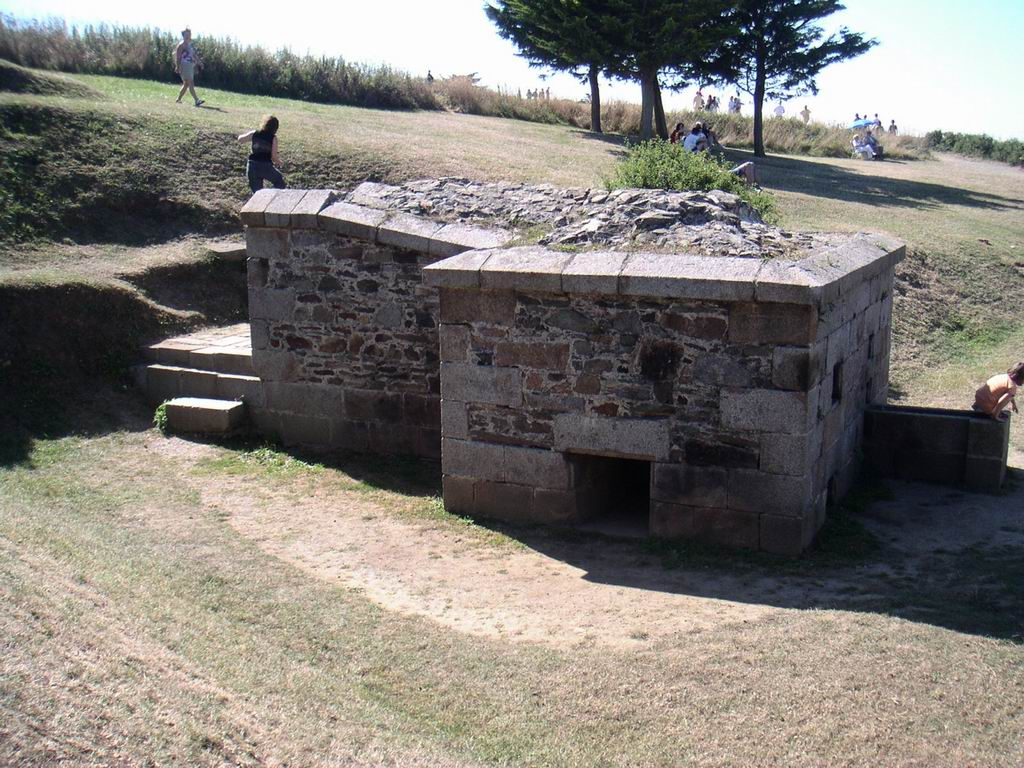
Four à boulets.

### Lieux et monuments
- l'église paroissiale Saint-Pierre-et-Saint-Paul : remaniée plusieurs fois, comprend un clocher de 1651, muni d'une cloche datant de 1670. Elle renferme trois tableaux du peintre briochin Raphaël Donguy fait en 1860 : La Vierge en Majesté et l'Enfant sur ses genoux, avec un moine et une moniale à genoux ; Le Bon Pasteur et Le Baptême du Christ.
- l'église Saint-Laurent de Saint-Laurent-de-La-Mer.
- l'église Notre-Dame-du-Bon-Secours du Légué.
- le port à écluses du Légué : l'aménagement a fait l'objet d'améliorations récentes, comprend deux activités, la plaisance et la pêche. Le port de commerce du Légué est situé sur la rive opposée du fleuve côtier Gouët, sur la commune de Saint-Brieuc.
- à la pointe du Roselier, se trouve un four à boulets, construit en 1794. Défensif, ce petit bâtiment était destiné à envoyer des boulets de canon brûlant sur les bateaux ennemis. Son fonctionnement nécessitait 5 servants.
- la vieille croix inscrite au titre des monuments historiques par arrêté du 7 décembre 1925[44].

### Patrimoine naturel

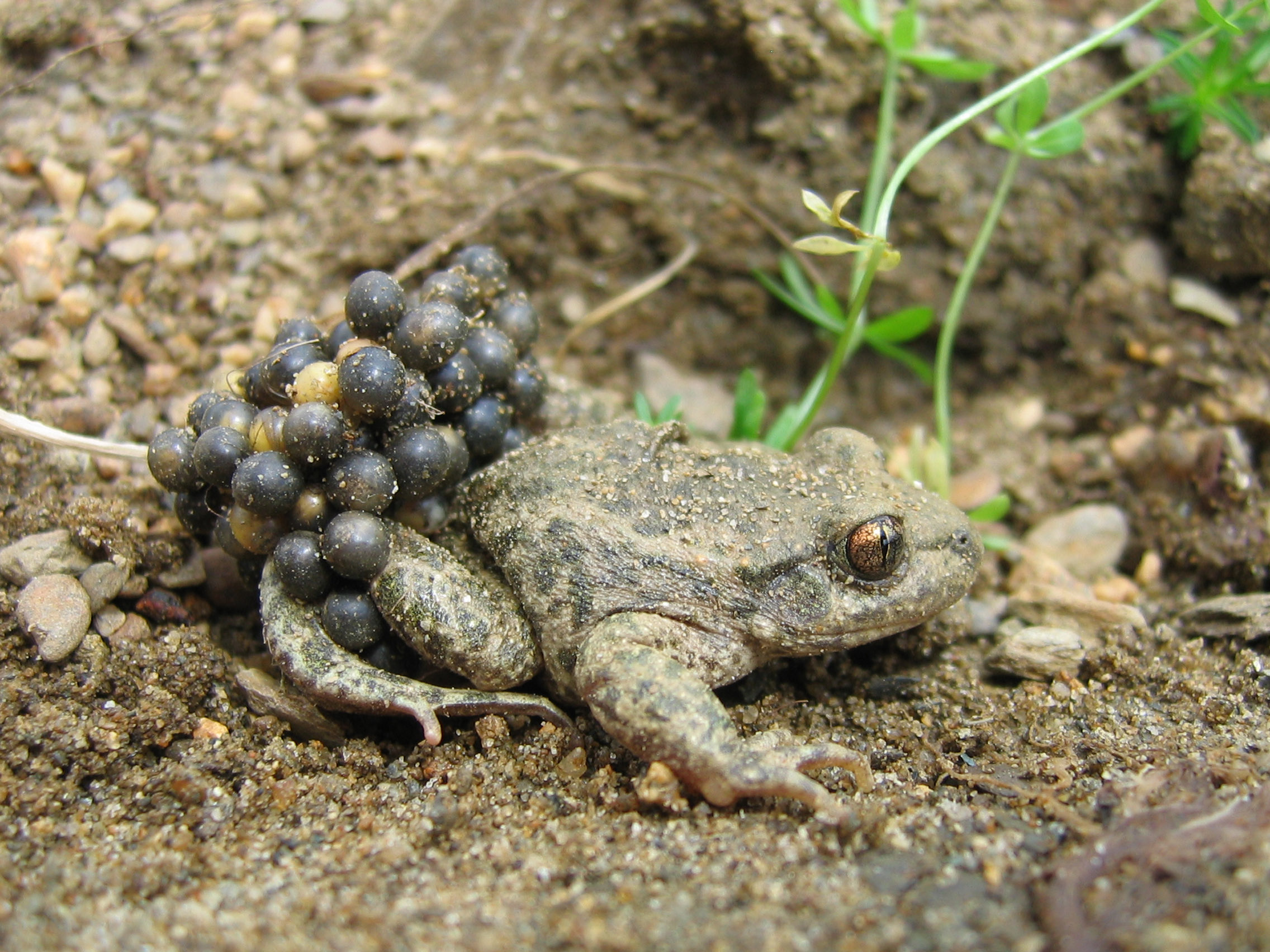
Alyte accoucheur.

Plérin a fait l'objet en 2012 d'un inventaire de son patrimoine naturel dans le cadre du programme national des atlas de la biodiversité dans les communes. Ceci a conduit d'identifier 900 espèces animales, dont les espèces intéressantes suivantes :
- Alyte accoucheur (Alytes obstetricans).
- Grillon de la Manche (Pseudomogoplistes vicentae).
- Faucon pèlerin (Falco peregrinus).

La commune est située en bord de mer, ce qui lui vaut l'appellation Plérin-sur-Mer (13 km de côte et 2,5 km de plage).
Le site balnéaire des Rosaires est situé au nord de la commune, entre la Roche des Tablettes et la pointe de Pordic. Il comprend une grande plage de sable fin et une plage de galets (Tournemine).
La pointe du Roselier, qui surplombe Martin-Plage et son rocher ainsi que la plage de Saint-Laurent, offre un point de vue sur la baie de Saint-Brieuc. On y trouve également un éperon barré qui témoigne d'une occupation à l'âge de fer, un four à boulets (de canon) datant de 1794 et un monument aux péris en mer érigé à la fin du XXe siècle.

### Personnalités liées à la commune
- Jean Leuduger, né le 9 novembre 1649 à Plérin, après avoir voyagé en Italie, fut ordonné prêtre à 25 ans. Il exerça une grande influence comme prédicateur ; nommé curé de Plouguenast, il poursuivit une activité missionnaire dans le diocèse de Saint-Brieuc, s'occupa de la formation des prêtres et rédigea plusieurs livres, notamment Catéchisme du diocèse de Saint-Brieuc. Il meurt le 16 janvier 1722.
- Jean-Olivier Briand (1715-1794), ecclésiastique français, évêque de Québec, né à Plérin.
- Claude Charles Rouxel (1771-1855), homme politique français, né à Plérin.
- Louis Denis (1799-1878), homme politique français, député-maire de Plérin.
- Jules Lequier (1814-1862), philosophe français, mort à Plérin (par une noyade volontaire ayant voulu prouver par le fait de nager en direction du large au-delà de toute possibilité de retour que la liberté de le vouloir était plus forte que l'instinct de conservation).
- Charles de Lorgeril (1849-1897), homme politique français, né à Plérin.
- Yves-Marie Thomas (1854-1935), homme politique français, conseiller municipal de Plérin, adjoint au maire.
- Marcel Brindejonc des Moulinais (1892-1916), aviateur français, né au Légué à Plérin.
- Marcel Gouédard (1921-1946), footballeur français évoluant au poste de défenseur, né à Plérin.
- Michel Le Denmat (1950-), coureur cycliste français, né à Plérin.
- Paul Dirmeikis (1954-), poète, chanteur, compositeur et peintre américain, résidant à Plérin depuis 2010.
- Pascal Quintin (1960-), navigateur français, né à Plérin
- Ronan Kerdraon (1962-), homme politique français, membre du Parti socialiste, sénateur-maire de Plérin.
- Yelle, groupe d'électro-pop composé de la chanteuse Julie Budet et de son compagnon Jean-François Perrier, alias Grand Marnier.
- Nathan Pelletier (1998-), doctorant en droit international public, prix scientifique de l'Harmattan pour son ouvrage : "Les recours interétatiques et les droits de l'homme".

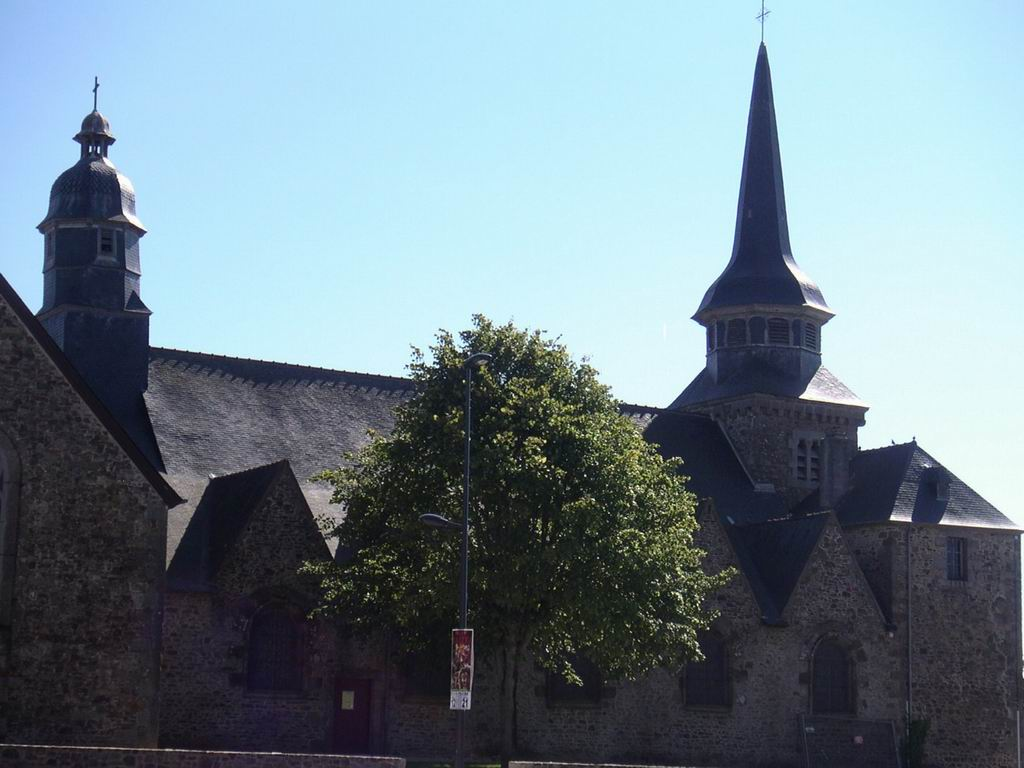
Église Saint-Pierre de Plérin.
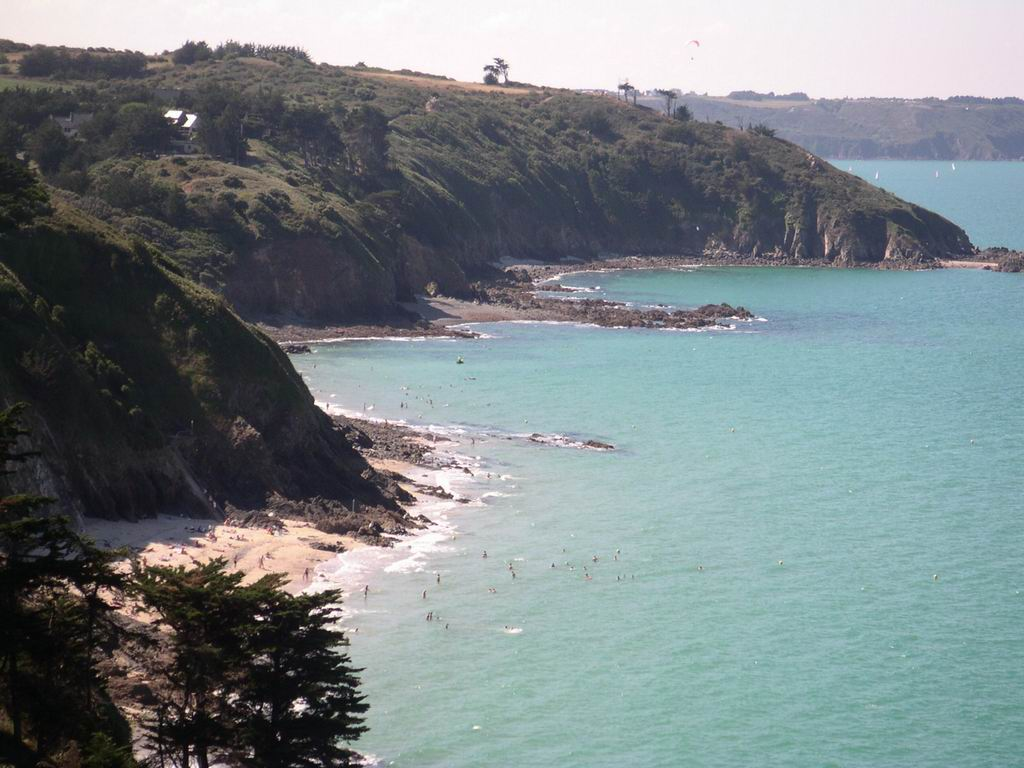
Martin Plage.
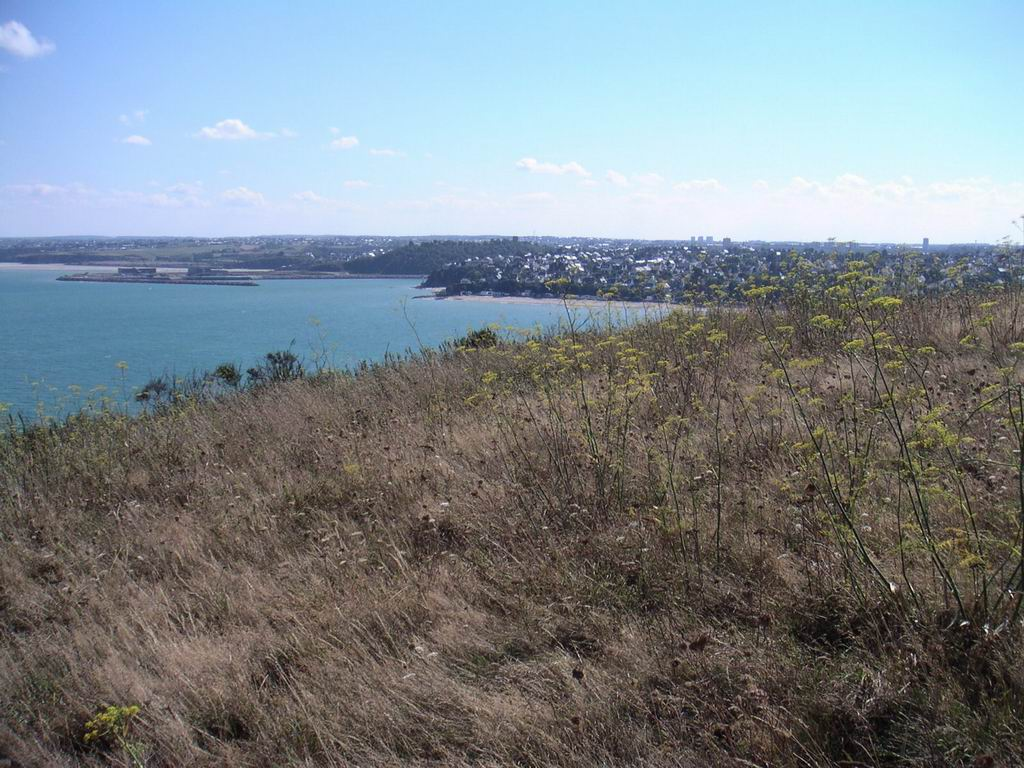
Saint-Laurent.
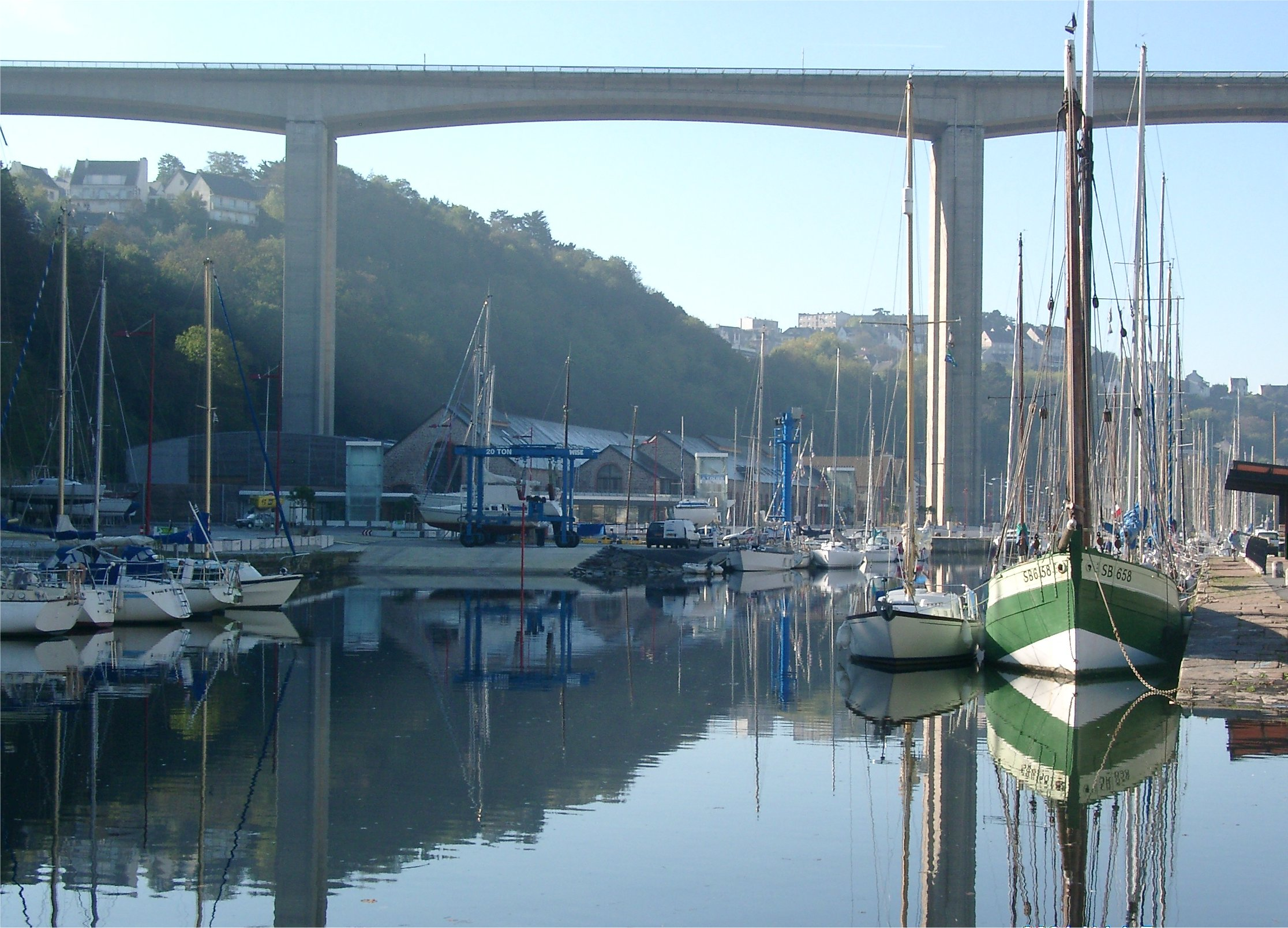
Rive droite Plérin, rive gauche Saint-Brieuc.

### Héraldique
| Blason | Blasonnement : D'or aux sept macles d'azur, posées 3, 1, 3. |